# Ruisseau Adams
 (août 2014).
Le ruisseau Adams est un cours d'eau du nord-est du Nouveau-Brunswick, au Canada.

## Toponyme
Le ruisseau Adams est nommé ainsi en l'honneur de Harvey et Alexander Adams, deux marchand de bois qui eurent des activités dans la région en 1817, avant d'aller dans le comté de Restigouche.

## Géographie
Le ruisseau Adams prend sa source à environ 75 mètres d'altitude dans l'ouest de Val-Doucet. Il se dirige ensuite presque en ligne droite pendant plus de 8 kilomètres, parallèlement à la rivière Caraquet, passant dans l'est de Notre-Dame-des-Érables. Entre Val-Doucet et Notre-Dame-des-Érables, le ruisseau s'élargit pour former le lac Adams, long de près de 400 mètres. Il fait ensuite plusieurs méandres, au nord-ouest de Saint-Amateur, avant de confluer en rive droite de la rivière Caraquet, 1,2 kilomètre à l'ouest de Burnsville.
Le seul affluent important fait 2 kilomètres de long. La vallée du ruisseau est abrupte près de sa source et de Saint-Amateur.

## Environnement
La vallée est en partie urbanisée, et certains terrains riverains ont été défrichés.